# Лудош (Сибињ)
Лудош (рум. Ludoş) насеље је у Румунији у округу Сибињ у општини Лудош. Oпштина се налази на надморској висини од 395 m.

## Историја
По државном шематизму православног клира Угарске, у месту "Велики Лудош" 1846. године су три свештеника. Били су то пароси: поп Георгије Реу, поп Гаврил Поповић и поп Никола Пап. Број породица је износио 423.

## Становништво
Према подацима из 2002. године у насељу је живело 794 становника.

### Попис2002.
| Расподела становништва по националности 2002.‍ | Расподела становништва по националности 2002.‍ | Расподела становништва по националности 2002.‍ | Расподела становништва по националности 2002.‍ | Расподела становништва по националности 2002.‍ |
| --------------------------------------------- | --------------------------------------------- | --------------------------------------------- | --------------------------------------------- | --------------------------------------------- |
|                                               |                                               |                                               |                                               |                                               |
| Румуни                                        | Румуни                                        |                                               | 725                                           | 91,7%                                         |
| Роми                                          | Роми                                          |                                               | 36                                            | 4,6%                                          |
| Немци                                         | Немци                                         |                                               | 30                                            | 3,8%                                          |

### Хронологија
| Година       | 1992 | 1993 | 1994 | 1995 | 1996 | 1997 | 1998 | 1999 | 2000 | 2001 | 2002 | 2003 | 2004 | 2005 | 2006 | 2007 | 2008 | 2009 | 2010 | 2011 | 2012 | 2013 | 2014 | 2015 | 2016 | 2017 |
| ------------ | ---- | ---- | ---- | ---- | ---- | ---- | ---- | ---- | ---- | ---- | ---- | ---- | ---- | ---- | ---- | ---- | ---- | ---- | ---- | ---- | ---- | ---- | ---- | ---- | ---- | ---- |
| Становништво | 1065 | 1035 | 1013 | 972  | 945  | 923  | 887  | 872  | 863  | 844  | 828  | 810  | 833  | 815  | 801  | 798  | 794  | 783  | 765  | 752  | 755  | 752  | 740  | 738  | 736  | 719  |